# L'Aurora
L'Aurora (en francès L'Aurore) és un quadre del pintor academicista francès William-Adolphe Bouguereau, que fou realitzat l'any 1881. Pintat a l'oli, es troba al Birmingham Museum of Art de Birmingham, Alabama, Estats Units.

## El tema
L'autor, prolix en obres de temàtica mitològica, representa en aquest cas la divinitat celeste Eos, personificació de l'aurora, que dona nom al quadre. Eos forma, conjuntament amb Hèlios i Selene (el sol i la lluna) una tríada de germans fills de titans associats a les divinitats celestes dels grecs. Era mare dels vents Zèfir, Bòreas i Notos i la seva funció, segons Homer, era obrir les portes del cel al sol per a la seva sortida cada matí. Precedint Hèlios en el seu carro, espanta la nit i permet l'alba quotidiana.

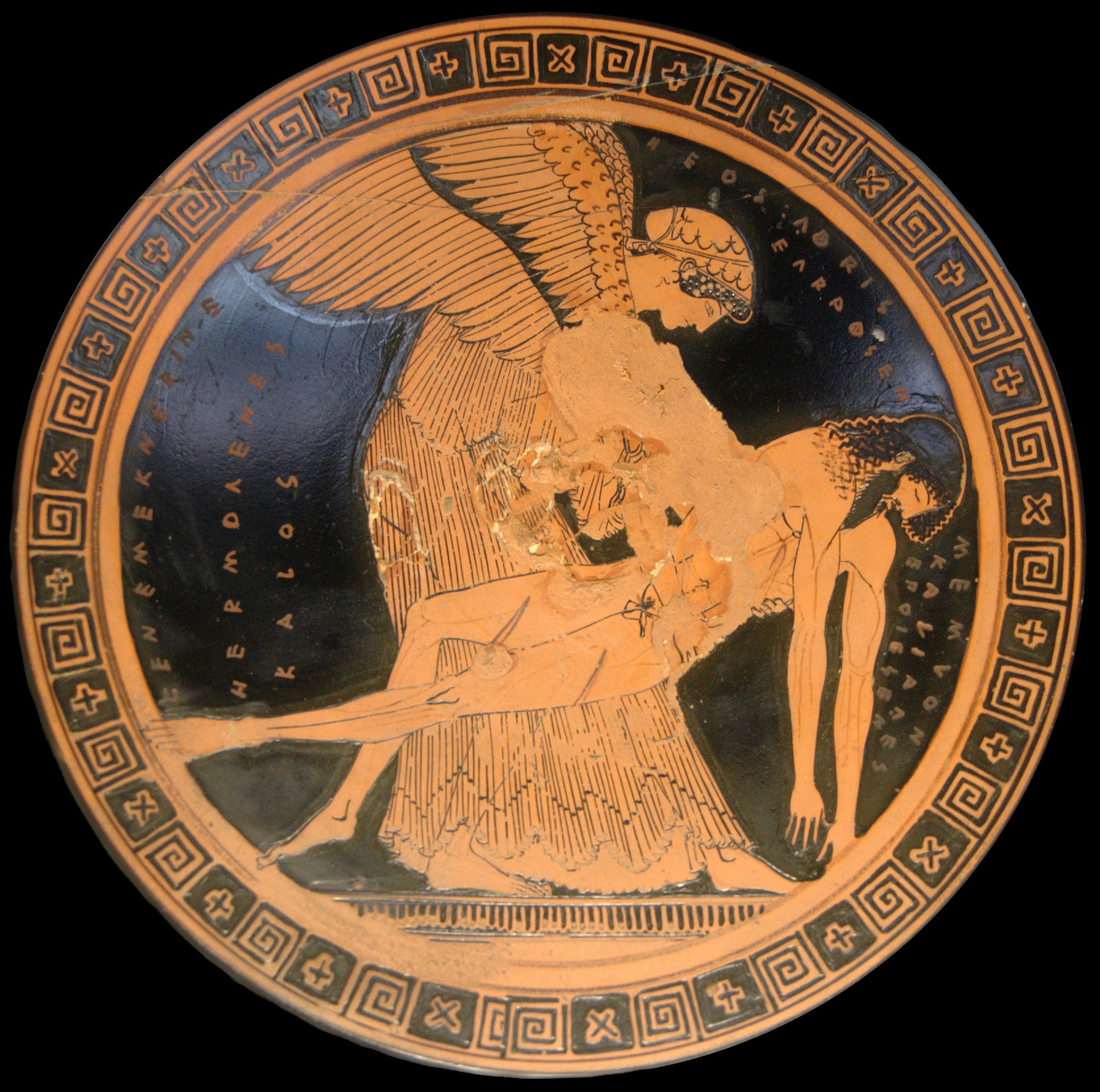
Copa àtica de figures vermelles amb Eos portant al seu fill Mèmnon mort, c. 490-480 aC., l'anomenada «Pietà de Memnón», Museu del Louvre.

Els atributs de la deessa solen ser el carro que ella mateixa condueix i el seu peple o fi mantell amb què s'embolica. És molt representada en ceràmica portant o plorant la mort del seu fill Mèmnon davant les muralles de Troia en el seu enfrontament contra Aquil·les.
Rodin i Matisse van afaiçonar escultures amb temàtica sobre la deessa, mentre que Annibale Carracci i François Boucher la van pintar en el seu episodi amb Cèfal.

## Descripció de l'obra
Com tants artistes precedents i contemporanis, Bouguereau fa servir el tema com a excusa per representar a la deessa sensual i seminua, amb el seu mantell lleuger al voltant del seu cos, besant i donant vida a les flors després de la freda nit, que s'intueix als seus peus.